# Hans Nilsson (trumslagare)
För andra betydelser, se Hans Nilsson.
Hans "Hasse" Nilsson är nuvarande trumslagare i bandet Dimension Zero.
Hans erfarenhet inom den svenska metall genren sträcker sig långt bakåt i tiden, och spelat i många av dess förgrundsakter såsom; Liers in Wait med Kristian Wåhlin, Luciferion med Wojtek Lisicki från Lost Horizon, och Crystal Age, som bestod av Oscar Dronjak HammerFall, ex-Ceremonial Oath och Fredrik Larsson HammerFall.
Nilssons stil varierar mycket beroende på musikstil. Inom metal spelar han mycket två-takt, grind och fills. 
Han började spela gitarr men gled över till trummor. Han spelar fortfarande gitarr och har skrivit låtar till bland andra Liers in Wait, Crystal Age, Dimension Zero och The MFM.

## Diskografi

### Liers in Wait
- 1992 – Spiritually Uncontrolled Art

### Crystal Age
- 1995 – Far Beyond Divine Horizons

### Diabolique
- 1996 – The Diabolique
- 1997 – Wedding the Grotesque
- 1999 – The Black Flower
- 2000 – Butterflies
- 2001 – The Green Goddess

### Dimension Zero
- 1997 – Penetrations from the Lost World
- 2002 – Silent Night Fever
- 2003 – This Is Hell
- 2007 – He Who Shall Not Bleed

### Luciferion
- 2003 – The Apostate

### The Great Deceiver
- 1999 – Cave-In
- 2000 – Jet Black Art
- 2002 – A Venom Well Designed